# 상투메땃쥐
상투메땃쥐(Crocidura thomensis)는 땃쥐과에 속하는 포유류의 일종이다. 약 7.6 cm 정도의 땃쥐로 상투메 프린시페의 상투메 섬에서만 발견된다. 서식지 감소와 제한된 분포 지역때문에 멸종위기종으로 등록되어 있다. 1886년에 기록되었다.